# Пейджинг (памет)
В компютрите, пейджингът (Paging) е метод за управление на паметта, който позволява на операционната система да прехвърля сегменти от паметта между основната и вторичната памет. Прехвърлянето на данни става в сегменти на паметта с един и същ размер, наречени страници. Пейджингът е важна стъпка в реализацията на виртуална памет във всички съвременни операционни системи, което им позволява да използват твърдия диск за съхранение на твърде големи данни, без да се съхраняват в главната памет. Пейджинг процесът обикновено се извършва с помощта на определен хардуер и обикновено се изпълнява и управлява в основния слой на операционната система и следователно не изисква специална референция към софтуер.